# John Glen
John Glen (Sunbury-on-Thames, 15 mei 1932) is een Engels regisseur, editor, en scenarist. Hij is de regisseur van alle door EON geproduceerde James Bond-films uit de jaren tachtig. Hij werkte daarvoor aan drie Bondfilms als editor. Daarnaast werkte hij als editor onder meer aan de serie De Wrekers en als regisseur van de film Christopher Columbus: The Discovery.

## Carrière
Glen zet zijn eerste stappen in de filmwereld in 1945, als hij nog als boodschappenjongen werkt. Hij werkt zich geleidelijk aan op tot de editingafdeling en in 1961 is hij voor het eerst eindverantwoordelijk voor het editen van een documentaireserie (“Chemistry For Six Forms”). In 1968 regisseert hij zijn eerste aflevering voor de televisieserie Man in a Suitcase. Hij werkt in de jaren zestig en zeventig van de twintigste eeuw voornamelijk als film-editor en second unit director, onder meer aan de films Superman (1978) en The Wild Geese (1978).
Zijn carrière krijgt pas echt een wending als hij als editor gaat werken aan de James Bondfilms On Her Majesty's Secret Service (1969), The Spy Who Loved Me (1977) en Moonraker (1979). Na Moonraker, wordt Glen gepromoveerd tot de regisseur van For Your Eyes Only, wat de eerste van zijn totaal vijf James Bondfilms als regisseur zou worden. Hij is daarmee de enige regisseur die meer dan vier Bondfilms op zijn naam heeft staan. Hij zou alle officiële Bondfilms in de jaren 80 voor zijn rekening nemen. Een opvallend kenmerk in zijn films is dat de Bondschurk zijn dood tegemoet valt. Bond zelf en bondgirl Stacey Sutton (gespeeld door Tanya Roberts) gaan bijna hun dood tegemoet, wat in andere films ook regelmatig terugkomt. Een ander aspect dat vaak terugkomt, is het plots opvliegen van duiven, onder meer in Moonraker, als de gondel van James Bond verandert in een hovercraft, op het San Marcoplein in Venetië.
Na zijn werk voor de James Bondfilms werkte Glen als regisseur onder meer aan Aces: Iron Eagle II en Christopher Columbus: The Discovery.

## Filmografie

### James Bond

#### Regie
- For Your Eyes Only (1981)
- Octopussy (1983)
- A View to a Kill (1985)
- The Living Daylights (1987)
- Licence to Kill (1989)

#### Editor
- On Her Majesty's Secret Service (1969)
- The Spy Who Loved Me (1977)
- Moonraker (1979)

### Overige

#### Regie
- Man in a Suitcase (tv-serie, 1 aflevering) (1968)
- Checkered Flag (1990)
- Aces: Iron Eagle III (1992)
- Christopher Columbus: The Discovery (1992)
- Space Precinct (tv-serie, 8 afleveringen) (1994-1995)
- The Point Men (2001)

#### Editor
- Murphy's War (1971)
- Sitting Target (1972)
- Pulp (1972)
- A Doll's House (1973)
- Dead Cert (1974)
- Gold (1974)
- Conduct Unbecoming (1975)
- Seven Nights in Japan (1977)
- The Wild Geese (1978)
- London Conspiracy (1980)
- The Sea Wolves (1980)

## Trivia
- Het voorwoord in John Glens biografie is geschreven door Roger Moore, die een hoofdrol speelde in drie van de vijf films die Glen regisseerde.
- Zijn laatste film, “The Point Men”, regisseerde hij in 2001, waarmee zijn actieve bijdrages aan films een periode van ruim vijftig jaar beslaat.